# 685

## أحداث
- معركة الربذة بين قوات ابن الزبير بقيادة الحنتف بن السجف التميمي وقوات مروان بن الحكم بقيادة حبيش بن دلجة وعبيد الله بن الحكم.

## مواليد
- عبد الله بن ذكوان من فقهاء التابعين وأحد رواة الحديث النبوي
- سلم بن أحوز
- مسلمة بن عبد الملك أمير أموي وقائد عسكري ووالي وسياسي ورجل دولة
- أبو النجم العجلي

## وفيات
- مروان بن الحكم
- الحنتف بن السجف التميمي
- غالب بن صعصعة
- حارثة بن بدر الغداني
- عثمان بن عنبسة من أمراء الدولة الأموية.
- عبيد الله بن الحكم
- حبيش بن دلجة
- الأكدر بن حمام